# Universidade Hanyang
Universidade Hanyang (HYU, hangul: 한양대학교; chinês: 漢陽大學校) é uma universidade privada de pesquisa de prestígio localizada nas cidades de Seul e Ansan (campus ERICA), Coreia do Sul. Hanyang (한양, 漢陽) deriva do antigo nome usado para a capital Seul  durante a Dinastia Joseon. A universidade foi fundada em 1939 como uma escola de engenharia e foi a primeira faculdade do país a oferecer programas de engenharia e arquitetura.
A universidade tem, consistentemente, sido classificada entre as principais universidades nas área STEM entre as universidades sul-coreanas. A universidade matricula mais de 3.000 estudantes internacionais a cada ano e envia mais de 3.300 alunos para programas de estudo no exterior anualmente. Desde 2018, a Universidade Hanyang possuía parcerias com 777 universidades de 76 países diferentes.

## História
A Universidade Hanyang foi fundada com o nome "Instituto de Engenharia Dong-A" em 1º de julho de 1939, durante a ocupação japonesa da Coreia. O Instituto Dong-A começou com um total de 630 alunos e 35 professores no distrito de Jongno, Seul. Depois de formar seus primeiros alunos e tornarem formandos em 1941, a Dong-A tentou se elevar ao status de faculdade, mas sem sucesso. Em maio de 1941, o Instituto mudou de cidade e ofereceu cursos de especialização em engenharia e tecnologia para 100 alunos que haviam concluído o ensino médio. Em 1943, com a Coreia do Sul ainda sob domínio japonês, o instituto foi suspenso de chamar novos alunos. Isso resultou em seu fechamento temporário em 15 de março de 1944, mesma época em que seus últimos 78 alunos se formaram.
Após a libertação da Coreia da ocupação japonesa em agosto de 1945, o Instituto Dong-A mudou seu nome para "Instituto de Engenharia da Fundação Nacional". O fundador do instituto, Dr. Kim Lyun-joon, previu a importância do avanço do setor industrial na reconstrução da Coreia e estabeleceu a Universidade Hanyang como um órgão judicial e acadêmico. Myowook Lee, Byeongok Cho, Kwansoo Baik, Wonchul Lee, Waljoon Kim, Taeyong Choi e Lyunjoon Kim, foram algumas das pessoas que atuaram no conselho de administração da época, sendo, também, as mesmas pessoas que lideraram movimentos de independência do país. Em julho de 1948, a escola foi creditada como a primeira faculdade de engenharia com um curso de quatro anos de duração na Coreia, com Kim Lyun-joon sendo seu primeiro reitor. Posteriormente, foram criados seis subdepartamentos de engenharia, bem como uma escola de ensino médio.
Durante a Guerra da Coreia, muitas das instalações da faculdade foram destruídas e os professores e alunos foram dispensados. No entanto, as aulas continuaram na cidade de Busan com professores temporários. Mesmo durante o refúgio, a faculdade formou vários professores de ciências competentes, construindo um centro de treinamento para professores de ensino médio nas áreas técnicas. Em 1953, o Ministério da Educação autorizou a Universidade Hanyang a oferecer  cursos de pós-graduação.

## Campi

### Seul

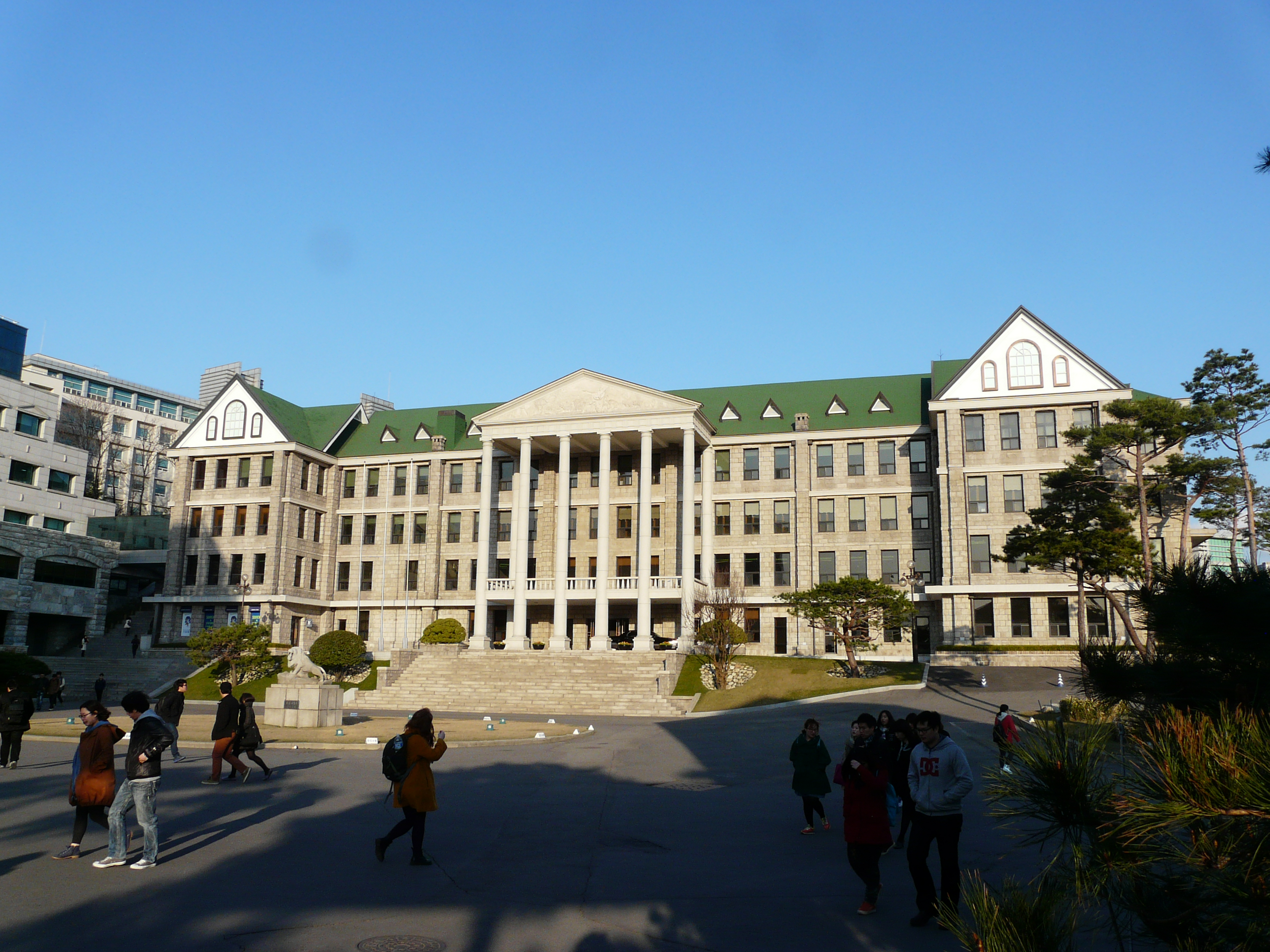
Universidade Hanyang em Seul, 2013

O campus de Seul abriga 15 faculdades e 60 departamentos. É composto por uma variedade de centros de pesquisa, baseados em áreas acadêmicas diversas. O campus de Seul possui mais de 60 edifícios, incluindo os da Universidade de Mulheres Hanyang e da Universidade Cibernética de Hanyang. Em 2009, um novo edifício administrativo foi concluído para comemorar o 70º aniversário da HYU. Foi construído, ainda no mesmo ano, o Centro para Estudantes com Deficiência. Também há uma série de instalações auxiliares no campus, que não estão conectadas mas são afiliadas à universidade. Há a Infonopia Hanyang (백남학술정보관), a biblioteca da universidade que tem uma coleção de 1,5 milhão de livros, 12.500 publicações em série, 83.000 periódicos eletrônicos e 50 bancos de dados acadêmicos.

### ERICA

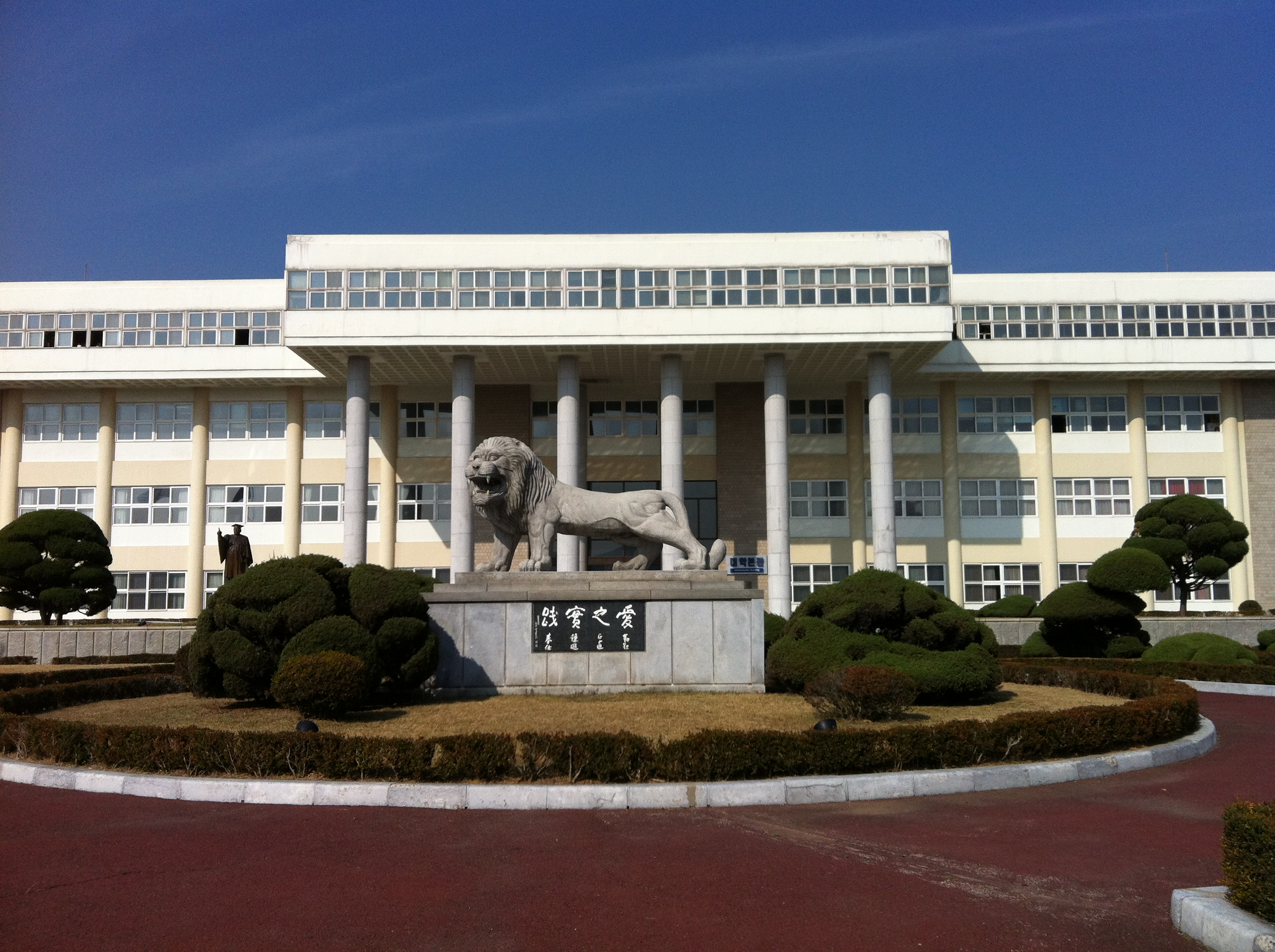
Edifício Administrativo da Hanyang ERICA

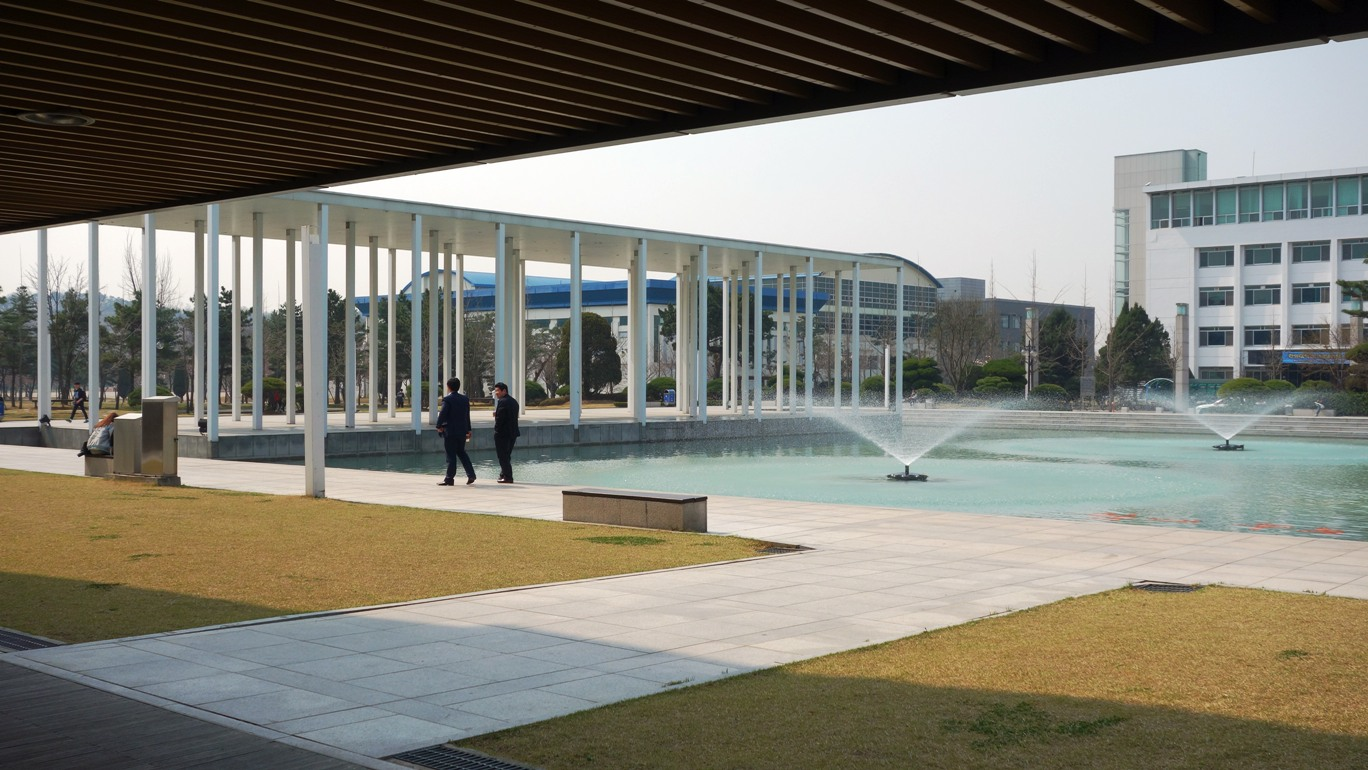
Lions Lake no campus ERICA, Ansan

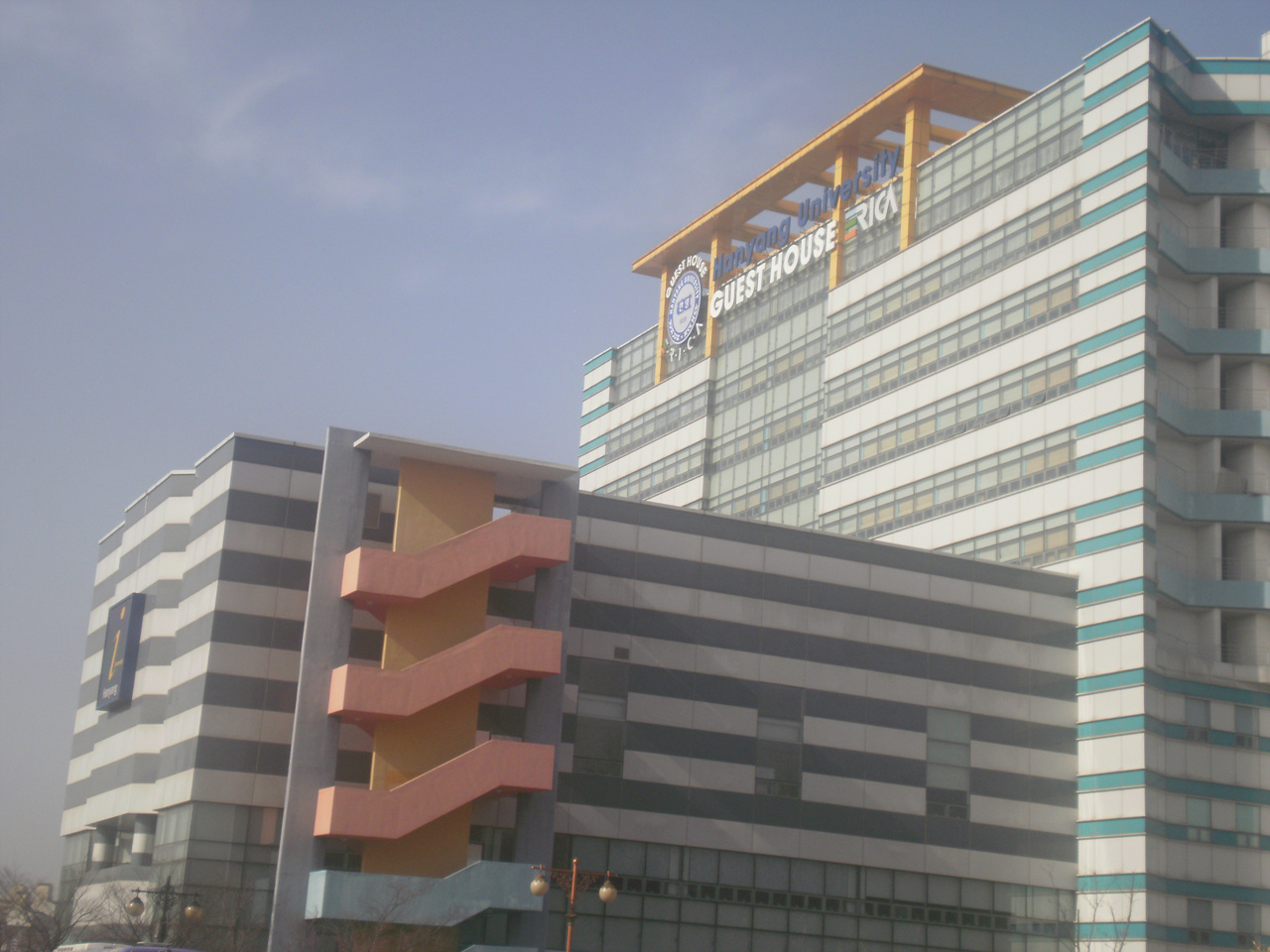
Casa de hóspedes no ERICA

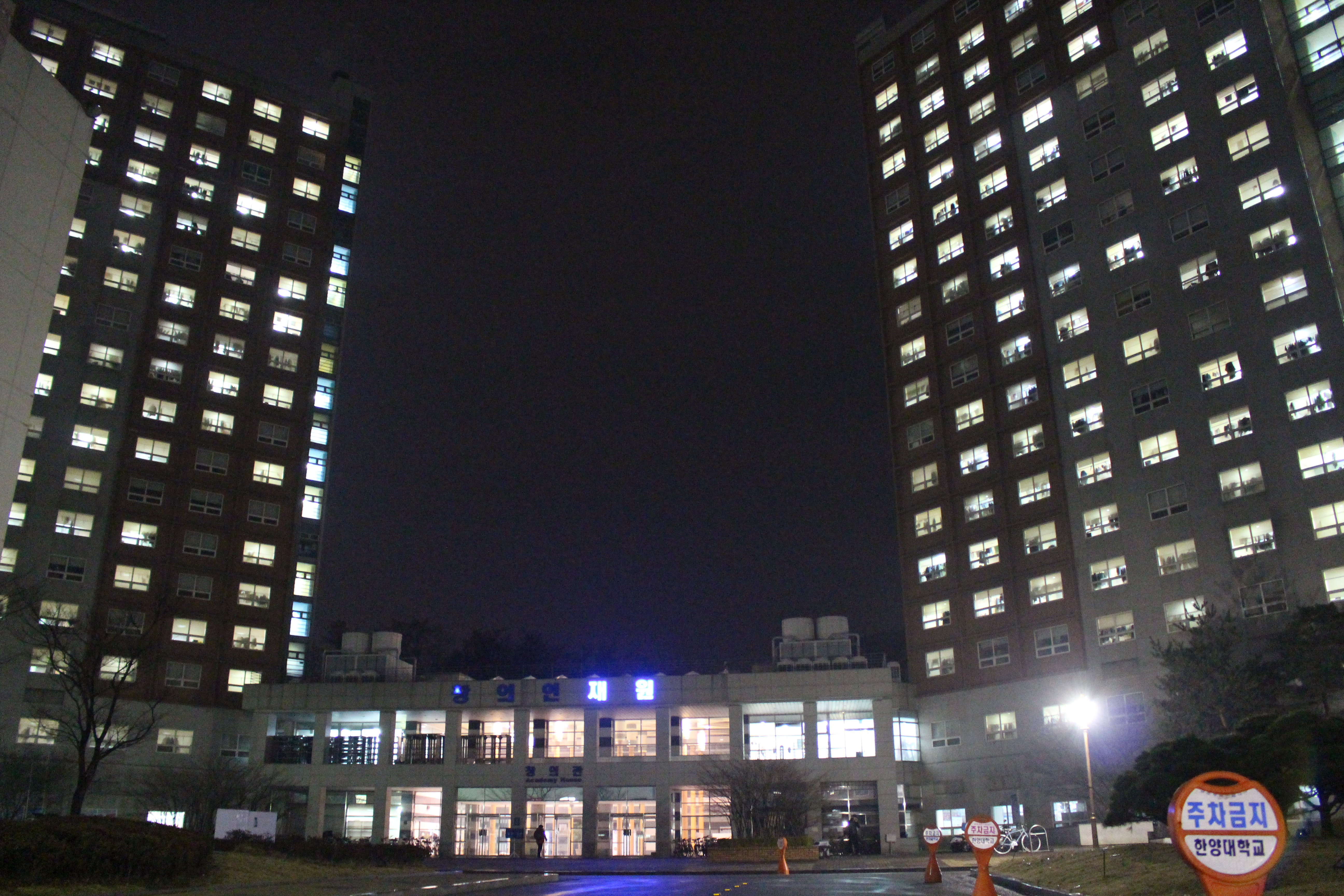
Dormitório Nacional/Internacional ERICA

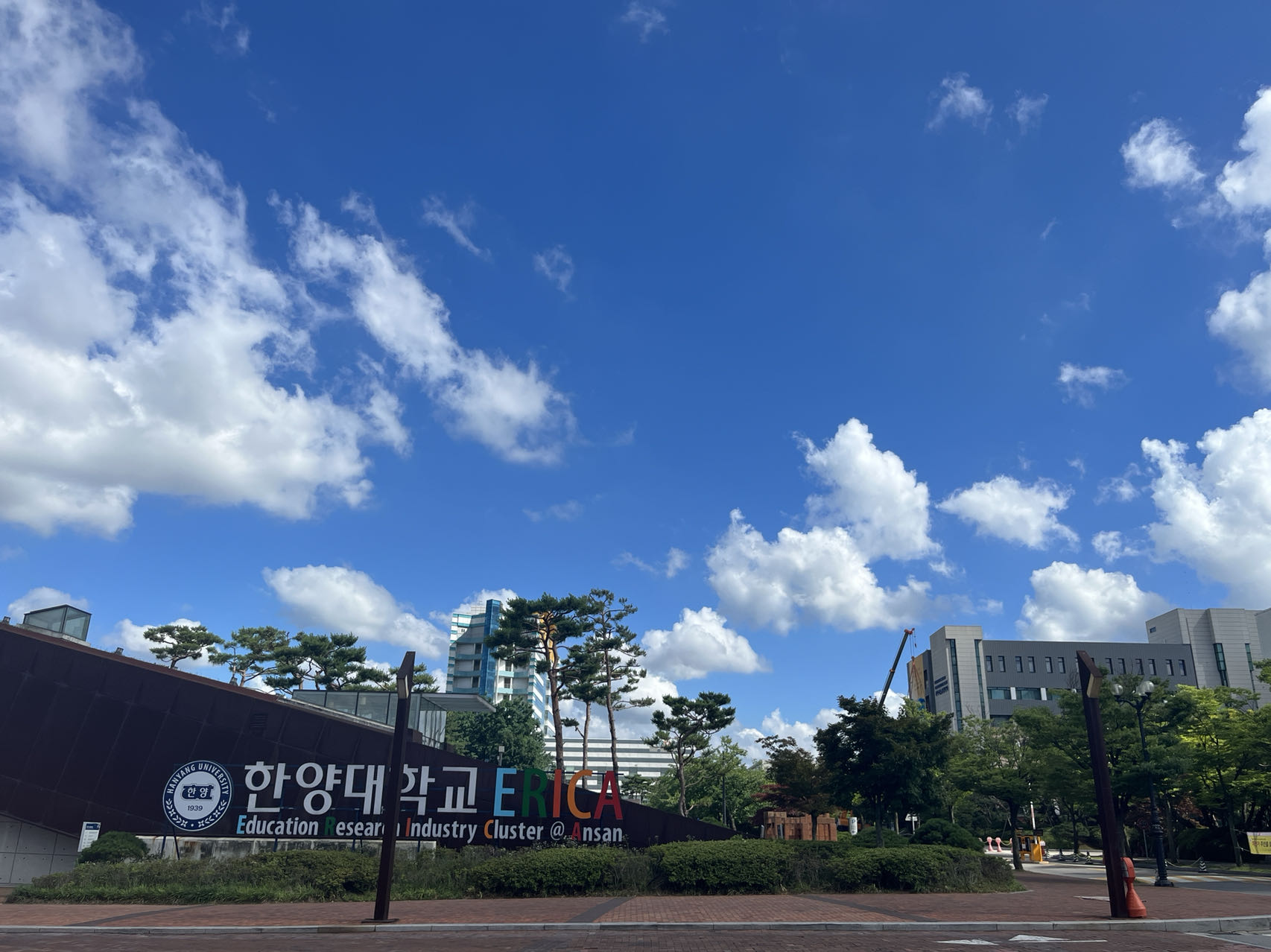
Portão principal do campus ERICA

O campus ERICA (em inglês: Education Research Industry Cluster at Ansan; em português: Cluster da Indústria de Pesquisa Educacional em Ansan) está localizado em Ansan, Gyeonggi-do, aproximadamente 40 km ao sul de Seul. Em 2009, o campus ERICA da Universidade de Hanyang foi designado como uma escola pública de pilotagem de bicicletas apoiada pelo governo e recebeu doações de infraestrutura e bicicletas, incluindo sistemas de bicicletas públicas e estações de armazenamento. O Campus ERICA abriga 9 faculdades e 42 departamentos. O Campus ERICA é conhecido por um programa denominado "Programa de Cluster da Indústria de Pesquisa em Educação", que visa desenvolver habilidades vocacionais. O Campus ERICA tem três dormitórios e cinco refeitórios escolares. Possui também um parque ecológico.

### Escolas de pós-graduação
Os programas de pós-graduação da Universidade Hanyang são divididos em três escolas: a Escola Geral de Pós-Graduação, a Escola Profissional de Pós-Graduação e a Escola Especial de Pós-Graduação. As Escolas de Pós-Graduação Profissionais se concentram mais no desenvolvimento das habilidades vocacionais, enquanto as Escolas de Pós-Graduação Especiais têm foco em pesquisas relacionadas ao trabalho de campo. Estão disponíveis 87 programas de mestrado e 85 programas de doutorado na Escola Geral de Pós-Graduação.

## Programas
Campus de Seul
O campus de Seul da Universidade Hanyang oferece programas de graduação em:
- Engenharia
- Arquitetura / Design de Arquitetura
- Ciência da Computação
- Engenharia Automotiva
- Medicina
- Humanidades
- Ciências Sociais
- Ciências Naturais
- Ciências Políticas
- Economia e Finanças
- Negócios
- Educação
- Ecologia Humana
- Música
- Artes Cênicas e Esportes
- Estudos Internacionais
- Enfermagem
- Convergência Industrial

Campus ERICA
O campus ERICA em Ansan oferece programas de graduação em:
- Ciências da Engenharia
- Farmácia
- Ciência e Tecnologia de Convergência
- Línguas e Culturas
- Comunicação e Ciências Sociais
- Computação
- Negócios e Economia
- Design
- Esportes e Artes
- Marketing

Pós-graduação
A Escola de Pós-Graduação da Universidade Hanyang oferece programas de pós-graduação em:
- Pós-graduação
- Estudos Urbanos
- Estudos Internacionais
- Negócios Globais
- Faculdade de Medicina
- Faculdade de Direito
- Ciências Biomédicas e Engenharia
- Gestão de Tecnologia e Inovação
- Engenharia
- Políticas Públicas
- Educação
- Jornalismo e Comunicação de Massa
- Turismo Internacional
- Informação e Enfermagem Clínica
- Inovação
- Gestão Empresarial

Programas internacionais
O "Programa de Educação em Idiomas G2" (Inglês-Chinês), lançado pela primeira vez em 2016, exige a conclusão de um curso de inglês e chinês e tem uma nota oficial de ambos os idiomas como requisito obrigatório para ingresso.